# Marcel Maréchal
Marcel Maréchal (Lyon, 1937. december 25. – Párizs, 2020. június 11.) francia színész, színházi rendező.

## Filmjei
Mozifilmek
- Trotsky (1967)
- I, mint Ikarusz (I... comme Icare) (1979)
- Instinct de femme (1981)
- Il y a maldonne (1988)
- Simple mortel (1991)
- Fanfan (1993)
- Le plus beau pays du monde (1999)

Tv-filmek
- Fracasse (1974)
- La belle époque de Gaston Couté (1979)
- Le fleuve rouge (1981)
- Nous te mari-e-rons (1981)
- Lettres d'une mère à son fils (1984, rövidfilm)
- Le coeur du voyage (1986)
- Les nuits révolutionnaires (1989)
- Meurtres sans risque (1998)
- A pék felesége (La femme du boulanger) (1999)
- La trilogie marseillaise: Fanny (2000)
- La trilogie marseillaise: César (2000)

Tv-sorozatok
- Cinéma 16 (1980, egy epizódban)
- Caméra une première (1981, egy epizódban)
- On sort ce soir (1982, egy epizódban)
- Julien Fontanes, magistrat (1987, egy epizódban)
- Au théâtre ce soir (1990, egy epizódban)
- Navarro (1991, egy epizódban)
- L'histoire du samedi (1996, egy epizódban)
- Commandant Nerval (1996, egy epizódban)
- Nestor Burma (1998, egy epizódban)